# 林胡
林胡（りんこ、拼音：Línhú、上古音：liəm ɣa）とは、林人（りんじん、拼音：Línrén、上古音：liəm ȵien）、儋林（たんりん、拼音：Dānlín、上古音：tam liəm）とも言い、森林地帯に住む胡人の意である。
周代から戦国時代にかけて、主要な北方遊牧民族に林胡と楼煩がいた。
晋の文公の時代、林胡は晋の北方（現在の山西省北部）に活動し楼煩と接したが、後に、東へ移動し燕の北方（現在の河北省北部）へ移った。
武霊王の時代、趙は軍事力が強大となり、北の林胡、楼煩を破り、雲中、雁門、代の3郡を設置すると、林胡はオルドス地方東部へ逃れた。その後、趙の武将李牧に敗北すると、単于は逃亡し、これより林胡は姿を消す。
唐代の詩、張謂『同孫構免官後登薊楼』 に「猶希虜塵動，更取林胡帳（外敵の動きが盛んならば、林胡の天幕を取って手柄としたいもの）」とあるように後代にも林胡への言及はある。

## 現代における研究
清代に記録の残る兀者は、林胡の後裔と考えられている。